# Baš Čelik
Baš Čelik (srbsky Баш-Челик) je slavný hrdina srbských bájí a pověstí, které jsou součástí slovanské mytologie. Někdy se mu také říká obr Baš Čelik, doslova jeho jméno znamená „Muž z tvrdé oceli“.